# Akkumulator (processor)
 For alternative betydninger, se Akkumulator. (Se også artikler, som begynder med Akkumulator)
Akkumulator eller regneregister er betegnelsen som bruges om et af de såkaldte registre der findes i en cpu/mikroprocessor; "hjernen" i en computer.
Et register er et elektronisk delkredsløb, som kan opbevare eller "huske" et binært tal. Antallet og navnene på registrene varierer med de forskellige typer mikroprocessorer, men det vigtigste og mest brugte register kaldes for akkumulatoren. Dette akkumulator-register kan man betragte som processorens "arbejdsbord"; får processoren f.eks. ordre (fra et computerprogram) om at regne på to tal, vil den typisk hente det ene tal ind i akkumulatoren, læse det andet tal, og foretage selve regneoperationen i akkumulatoren. Er det et mellemresultat der skal regnes videre på, kan processoren ofte fortsætte direkte med næste beregnings-instruktion uden at skulle indlæse det første tal i den nye beregning; tallet ligger jo allerede i akkumulatoren.